# Drienovec
Drienovec este o comună slovacă, aflată în districtul Košice-okolie din regiunea Košice. Localitatea se află la altitudinea de 188 m deasupra n.m., se întinde pe o suprafață de 28,07 km2 și în 2017 număra 2.269 de locuitori.

## Istoric
Localitatea Drienovec este atestată documentar din 1241.

## Demografie
| An:                | 1994 | 2004   | 2014    | 2024    |
| ------------------ | ---- | ------ | ------- | ------- |
| Număr de persoane: | 1659 | 1803   | 2203    | 2486    |
| Diferență:         |      | +8,67% | +22,18% | +12,84% |

| An:                | 2023 | 2024   |
| ------------------ | ---- | ------ |
| Număr de persoane: | 2431 | 2486   |
| Diferență:         |      | +2,26% |